# Balog nad Ipľom
Balog nad Ipľom és un poble i municipi d'Eslovàquia. Es troba a la regió de Banská Bystrica.

## Història
La primera menció escrita de la vila es remunta al 1232.

## Demografia
| Godina             | 1994 | 2004   | 2014   | 2024   |
| ------------------ | ---- | ------ | ------ | ------ |
| Nombre de persones | 835  | 826    | 833    | 774    |
| Diferència         |      | −1,07% | +0,84% | −7,08% |

| Godina             | 2023 | 2024   |
| ------------------ | ---- | ------ |
| Nombre de persones | 763  | 774    |
| Diferència         |      | +1,44% |